# Abu Yusuf Yaqub al-Mansur
Abu Yusuf Yaqub al-Mansur of Yaqub al-Mansur (Arabisch: ابو يوسف يعقوب المنصور) (ca. 1160 – Marrakesh, 23 januari, 1199) (ook bekend als Moulay Yacoub), was de derde kalief van de Almohadendynastie in Marokko. Hij regeerde van 1184 tot 1199.
Tijdens de regering van zijn vader was Yaqub vizier.
Yaqub staat bekend als de grote overwinnaar op koning Alfons VIII van Castilië in de Slag bij Alarcos (bij Ciudad Real) in 1195. Alfons VIII was ten strijde getrokken omdat Yaqub zich in Afrika bevond. Deze keerde echter meteen terug en pareerde op 19 juli de Castiliaanse aanval bij Alarcos. Met zijn lichte cavalerie omsingelde hij de zwaar bewapende christenen en viel ze in de achterhoede aan. Deze nieuwe tactiek verraste de Castilianen dusdanig dat zij vernietigend werden verslagen. Circa 150.000 van hen sneuvelden. Na de overwinning nam hij de titel al-Mansur Billah (Overwinnaar door Allah) aan.
Kenmerkend was hoe Yaqub in relatie stond tot de vijand. Toen hij in 1196 Toledo belegerde, brak hij deze af op verzoek van Blanca van Navarra, de moeder van koning Alfons VIII van Castilië. Yaqub werd geraakt door emoties en stuurde haar terug met juwelen en andere waardevolle spullen.
Yaqub was een groot heerser. Hij introduceerde de studiebeurs, richtte ziekenhuizen op en organiseerde het leger. Hij stond zelfs in contact met de legendarische Saladin. Tijdens zijn bewind werd in Marrakesh de bouw van de Koutoubia Moskee afgerond en de El Mansouria moskee gebouwd. De filosoof en arts Ibn Rushd diende aan zijn hof. Na zijn dood volgde zijn zoon Mohammed an-Nasir hem op.
De stad Moulay Yacoub, even buiten Fez, in Marokko, is naar hem genoemd. De stad heeft warme thermale bronnen.
Bekend is dat hij ten minste drie kinderen had:
- Mohammed an-Nasir (?-1213)
- Abul Ula Idris al-Mamun (?-1232)